# دیواملکشاه
دیوا ملکشاه، روستایی است از توابع بخش بندپی غربی شهرستان بابل در استان مازندران ایران. آقای محسن داداش پور باکر پژوهشگر اسناد خطی می نویسد: (( روستای دیوا بندپی غربی از دهات قدیمی و تاثیر گذار است. آبادی دیوا به "ملکشاه" و "عمران" شناخته میشود. 
از جمله ساکنان قدیمی این روستا را تبار "گدکه" برمی شمارند. 
گفته میشود که تبار ملکشاه مهاجر از ایلام و از ایل ملکشاهی هستند. همچنین تبار عمران را نیز مهاجر از اصفهان بر می شمارند.
نام محلی دیوا  در محاوره عمومی"دیا"  تلفظ می شود. 
روستای دیوای بزرگ امروزه به چندین روستا تفکیک شده و مستقل از هم هستند.
عده ای واژه ی دیوا را ترکیبی از دو واژه ی "دی" و "وا" می دانند. 
یوسف الهی و شهرام قلی پور گودرزی در کتاب "بندپی سرزمین، تاریخ، فرهنگ" [شماره کتابشناسی ملی ۳۱۳۱۱۸۲ ، چاپ اول، تهران، ۱۳۹۳]صفحه ی ۸۱ می نویسد: اگر "دی" را کوتاه شده ی "دین" بدانیم که در زبان باستان به معنای تپه است و "ا" را کوتاه شده ی "وا" صورت طبری "آباد" باشد می توان معنای نام روستا را "تپه آبادان" دانست.
البته برخی "دی" را کوتاه شده ی "دیو" یا "دئو" میدانند و برآنند که نام این روستا بجا مانده از بومیان نخستین طبرستان که در آغاز تسلیم زرتشت نشده بودند، است و باید یادگار پرستش "دئو" [خدای غیر دین زرتشتی] باشد که باپر این نکته جای تامل دارد.
در یافته های شفاهی و اقتباس از برداشت های حقیقی به نظر می رسد که "دیا" از املاک خالصه ی شاهی در روزگار افشاریه بوده که به ۴۰۰ سکه ی نادری به اهالی فروخته شده است.
نام این روستا نیز در کتاب "اسناد بارفروش ازصفوی تا پهلوی"، حامدابراهیم زاده بازگیر،چاپ اول_بهار ۱۴۰۳ شابک ۱_۰_۹۱۴۱۶_۶۲۲_۹۷۸ صفحه ۳۱۳ و ۳۱۴ آمده است: «هوالله سبحانه تعالی الحکیم. در بلوک بندپی دهات آدملا [اِدملا] و بتیار [لدار] و تهمتن و دیوا ملک شاهان و دیار رجال کثیرالاعلام بودند. رسالت هبه نمودند و به فضل طریقت سپردند. ... العبدالعاصی آقا بابا بیک باکر».))
این سند برگرفته از پژوهش ادملاوند وابسته به آوات قلمܐܡܝܕ پژوهشگر آقای محسن داداش پور باکر می باشد که نمایه ی آن در اختیار نگارنده قرار گرفته است.
مردم  روستا که اغلب از کرد های کوچانده شده زمان های مختلف هستن از ایل بزرگ ملکشاهی ایلام ، مردم این روستا در ورزش و ادب و هنر حرفای زیادی برای گفتن داشته و دارند از جمله مشاهیر آنها می‌توان به مجتبی رمضانی ملکشاه از طایفه بزرگ گدکه اشاره کرد ، همچنین این روستای با جمعیت کم در زمان جنگ تحمیلی ۳۰ شهید تقدیم این خاک مقدس کرده است که هر سالی یادواره شهدا با شکوه و با استقبال زیاد مردم برگزار می‌شود .

## جمعیت
این روستا در دهستان خوش‌رود قرار دارد و براساس سرشماری مرکز آمار ایران در سال ۱۳۸۵، جمعیت آن ۲۱۱۹ نفر (۶۱۱خانوار) بوده‌است.